# Cleidogona forceps
Cleidogona forceps är en mångfotingart som beskrevs av Cook och Collins 1895. Cleidogona forceps ingår i släktet Cleidogona och familjen Cleidogonidae. Inga underarter finns listade i Catalogue of Life.